# Route nationale 30a (Madagascar)
Pour les articles homonymes, voir Route nationale 30.
La route nationale 30a (N 30a) est une route nationale s'étendant de Andoany jusqu'à Andilana à Madagascar.

## Description
La route nationale 30a parcourt 28 kilomètres sur l'île de Nosy Be, qui fait partie de la région de Diana, au large de la côte nord-ouest de Madagascar.
La N 30a commence à Andoany au sud de l'île et se dirige d'abord vers l'ouest, puis vers le nord jusqu'à Andilana au nord-ouest de l'île.
La majeure partie de la RN 30a est appelée Route de l'Ouest.

## Parcours
Du sud au nord:
- Andoany
- Dzamandzar
- Andilana

Ensemble la N30 et la N 57 forment une route périphérique de l'île.